# Communauté de communes Lot et Tolzac
La communauté de communes Lot et Tolzac est une communauté de communes française, située dans le département de Lot-et-Garonne et la région Nouvelle-Aquitaine.

## Composition
La communauté de communes est composée des 15 communes suivantes :

| Nom                         | Code Insee | Gentilé        | Superficie (km2) | Population (dernière pop. légale) | Densité (hab./km2) |
| --------------------------- | ---------- | -------------- | ---------------- | --------------------------------- | ------------------ |
| Castelmoron-sur-Lot (siège) | 47054      | Castelmoronais | 23,25            | 1 830 (2022)                      | 79                 |
| Brugnac                     | 47042      | Brugnacais     | 14,74            | 179 (2022)                        | 12                 |
| Coulx                       | 47071      | Coulxois       | 16,32            | 254 (2022)                        | 16                 |
| Hautesvignes                | 47118      | Hautesvignais  | 8,85             | 166 (2022)                        | 19                 |
| Labretonie                  | 47122      | Labretoniens   | 11,8             | 169 (2022)                        | 14                 |
| Laparade                    | 47135      | Laparadais     | 16,22            | 395 (2022)                        | 24                 |
| Monclar                     | 47173      | Monclarais     | 24,02            | 898 (2022)                        | 37                 |
| Montastruc                  | 47182      | Montastrucois  | 24,88            | 233 (2022)                        | 9,4                |
| Pinel-Hauterive             | 47206      | Haupinbellois  | 21,77            | 572 (2022)                        | 26                 |
| Saint-Pastour               | 47265      |                | 14,52            | 377 (2022)                        | 26                 |
| Le Temple-sur-Lot           | 47306      | Tayracais      | 16,91            | 1 112 (2022)                      | 66                 |
| Tombebœuf                   | 47309      | Tombebœuvois   | 18,38            | 448 (2022)                        | 24                 |
| Tourtrès                    | 47313      | Tourtrésiens   | 11,71            | 140 (2022)                        | 12                 |
| Verteuil-d'Agenais          | 47317      | Verteuillais   | 22,42            | 544 (2022)                        | 24                 |
| Villebramar                 | 47319      |                | 10,06            | 109 (2022)                        | 11                 |

## Démographie
| 1968  | 1975  | 1982  | 1990  | 1999  | 2010  | 2015  | 2021  |
| ----- | ----- | ----- | ----- | ----- | ----- | ----- | ----- |
| 7 801 | 7 111 | 6 992 | 7 259 | 6 901 | 7 243 | 7 285 | 7 374 |

## Compétences

### Compétences obligatoires
- Aménagement de l'espace
- Développement économique

### Compétences optionnelles
- Protection et mise en valeur de l'environnement
- Création, aménagement et entretien de la voirie
- Action sociale
- Politique du logement et du cadre de vie

### Compétences facultatives
- Actions sociales : petite enfance, enfance et jeunesse
- Culture
- Sports
- Participation à la démarche "Pays de la Vallée du Lot"

## Administration
| Période                                  | Période  | Identité         | Étiquette | Qualité                                                                                       |
| ---------------------------------------- | -------- | ---------------- | --------- | --------------------------------------------------------------------------------------------- |
| Les données manquantes sont à compléter. |          |                  |           |                                                                                               |
|                                          | 2014     | Bernard Genestou | UMP       | Conseiller général du canton de Castelmoron-sur-Lot, maire de Castelmoron-sur-Lot (1977-2014) |
| 2014                                     | 2020     | Daniel Baechler  | SE-DVD    | Maire du Temple-sur-Lot (2001-2020)                                                           |
| 2020                                     | En cours | Line Lalaurie    | DVD       | maire de Castelmoron-sur-Lot                                                                  |

## Historique
La communauté de communes Lot et Tolzac a été créée le 26 décembre 1996.